# LMule
lMule foi um projecto iniciado em 2003, para desenvolver um cliente de eDonkey igual ao eMule para Linux. Aplicações alternativas eram nessa altura por linha de comandos, enquanto o LMule era semelhante ao eMule no aspecto gráfico e funcionalidades.
Como acontece muitas vezes em projectos open source, alguns colaboradores divergem dos outros, no qual originou-se a separação do projecto (fork), para a criação do xMule e a partir deste o aMule.